# Operation Dragon Strike
Die Operation Dragon Strike (Deutsch „Drachenschlag“) war eine Operation der NATO-Truppen in der Provinz Kandahar im Süden von Afghanistan. Die Offensive begann am 15. September 2010 und endete am 31. Dezember 2010. Es waren mindestens 8000 US-amerikanische, kanadische und afghanische Soldaten beteiligt, die mit Luftunterstützung kämpften. Ursprünglich sollte die Operation um Juni 2010 beginnen.

## Vorgeschichte
Ziel der Mission war es die Provinz Kandahar zurückzugewinnen. In der südlichen Provinz ist die Taliban entstanden, daher wird die Region auch „das Herz der Dunkelheit“ genannt.
Plan war es, durch aufeinanderfolgende verstärkende Angriffe den Feind bei wichtigen Schlüsselpunkten zu schwächen und deren Stellungen einzunehmen. Durch gleichzeitiges Vorrücken an mehreren Stellungen, wollten die ISAF und die Afghanen die Taliban zwingen, mehrere Stellungen gleichzeitig zu verteidigen. Wichtig war es das erste Mal den Zhari Distrikt zu erobern und mit der Bevölkerung zusammenzuarbeiten, um eine erneute Übernahme des Distrikts durch die Taliban zu verhindern.

## Verlauf
Am Morgen des 15. Septembers erfolgte der erste Angriff der Koalition auf Zhari. Um die Führung der Taliban zu schwächen, führten schon Monate davor Spezialeinheiten Einsätze durch. Die meisten dieser Einsätze waren Tötungs- oder Entführungsoperationen gegen die Taliban Kommandeure. Es wurden weitere 195 solcher Einsätze durchgeführt, während die ISAF Truppen in den Distrikt einrückten. Mitte Oktober 2010 wurden beide Kommandanten der Taliban in Zhari -Kaka Abdul Khaliq und Kako- getötet.
Die 101. Luftlandedivision übernahm die Führung bei diesem Einsatz. Während der Operation gestaltete sich die Übernahme von Zhari als schwierig, da dieser Bezirk, der an der Hauptstraße nach Kandahar liegt, eine wichtige Versorgungsroute der Taliban für Arghandab und Panjwai ist.
Am Ende der Mission im Dezember 2010 wurden die Ziele der Operation Dragon Strike erreicht. Die Mehrheit der Taliban-Kämpfer haben sich aus der Provinz Kandahar zurückgezogen und die Führung der Aufständischen wurde zerschlagen.
Insgesamt wurden bei der Mission 34 US-Soldaten, ein kanadischer Soldat und mindestens 7 afghanische Polizisten getötet.

## Kritik
Die größte Kritik kam von der Zivilbevölkerung. Im Oktober zerstörten US-Truppen in den Distrikten Zhari, Punjwayi und Arghandab mit Sprengstoff, Bulldozern und Luftangriffen Hunderte afghanischer Zivilhäuser, Bauernhäuser, Mauern, Bäume und Felder. Fotos zeigten, dass ein Dorf, Tarok Kolache, durch Bombenangriffe vollständig zerstört worden war. Andere Dörfer, darunter Khosrow Sofla, Khosrow Ulya und Lower Babur wurden von in der Region tätigen Journalisten als zerstört gemeldet. Der Gouverneur des Distrikts Arghandab berichtete, dass weitere Dörfer zerstört wurden.
Militärbeamte gaben später an, dass die meisten Farmen, Obstgärten und Gebäude zerstört wurden, da die Taliban dort Sprengfallen versteckt hat. Sie argumentierten auch, dass die Zerstörung insofern positiv sei, weil dies die Einwohner dazu zwingen würde, zur Entschädigung in ihr lokales Regierungszentrum zu gehen. Dies sollte die Zivilbevölkerung mit der afghanischen Regierung verbinden.

## Iranische Beteiligung
Am 24. Dezember 2010 berichtete ein NATO Sprecher, dass ein Offizier der Quds-Einheit der iranischen Revolutionsgarde am 18. Dezember von US-Spezialeinheiten gefangen genommen wurde. Er wurde in Nor Muhammad Koloche in der Provinz Kandahar festgenommen und als „ein wichtiger Waffenvermittler der Taliban“ beschrieben.